# Брас ди Авис, Жуан
Жуан Брас ди Авис (порт. João Braz de Aviz; род. 24 апреля 1947, Мафра, Бразилия) — бразильский куриальный
кардинал и ватиканский сановник. Титулярный епископ Фленуклеты и вспомогательный епископ архиепархии Витории с 6 апреля 1994 по 12 августа 1998. Епископ Понта-Гросы с 12 августа 1998 по 17 июля 2002. Архиепископ Маринги с 17 июля 2002 по 28 января 2004. Архиепископ Бразилиа с 28 января 2004 по 4 января 2011. Префект Дикастерии институтов посвященной жизни и обществ апостольской жизни с 4 января 2011 по 6 января 2025. Кардинал-дьякон с титулярная диакония Санта-Елена-фуори-Порта-Пренестина с 18 февраля 2012 по 4 марта 2022. Кардинал-священник с титулярной диаконией pro hac vice Санта-Елена-фуори-Порта-Пренестина с 4 марта 2022.

## Ранняя жизнь
Жуан Брас ди Авис родился в Мафре, епархия Жоинвили, 24 апреля 1947 года. У него четыре брата и три сестры — младшая сестра имеет синдром Дауна. Изучал философию в главной семинарии «Раинья-дуз-Апостолус» в Куритибе и на факультете в городе Палмас, штат Парана (штат), завершил своё богословское обучение в Риме в Папском Григорианском Университете, получением звания лиценциата, и в Папском Латеранском Университете, который он окончил в 1992 году по направлению догматического богословия.

## Священник
Брас ди Авис был рукоположён в священники 26 ноября 1972 года и в епархии Апукараны он служил в качестве приходского священника в нескольких приходах, ректором главной семинарии Апукараны и Лондрины, профессором догматического богословия в Теологического института им. Павла VI в Лондрине. Он был также членом Совета священников и коллегии советников и генеральным координатором епархиального пастырства Апукараны.
Будучи молодым священником Брас ди Авис однажды, по пути в деревню на мессу, наткнулся на ограбление бронированного автомобиля. Он был ранен во время перестрелки, пули пробили его легкие, кишечник и один глаз. Хотя он и выжил и хирурги смогли спасти его глаз, он все еще носит фрагменты этих пуль в своём теле.

## Бразильский епископ
6 апреля 1994 года Брас ди Авис был назначен титулярным епископом Фленуклеты в качестве вспомогательного епископа архиепархии Витория, и получил епископскую хиротонию 31 мая того же года. Он был переведен как ординарий епархии Понта-Гросы 12 августа 1998 года папой римским Иоанном Павлом II. Он был назначен архиепископом Маринги 17 июля 2002 года, где и служил, пока не был назначен архиепископом Бразилиа 28 января 2004 года. В мае 2010 года он организовал XVI Национальный евхаристический конгресса, который совпадал с 50-летием города.

## Куриальный сановник
4 января 2011 года архиепископ Брас ди Авис, который не является членом монашеского ордена, был назначен на пост префекта Конгрегации Институтов Посвященной Жизни и Обществ Апостольской Жизни. С 1973 года, прелаты рукоположённые для монашеских орденов и епархий чередовались на должности префекта Конгрегации по надзору за монашествующими в Римско-католической Церкви. За последние 100 лет, 11 из 18 префектов не принадлежали к монашеским орденам.
Архиепископ Брас ди Авис становится четвёртым бразильцем, руководителем ватиканской дикастерии, после кардинала Агнелу Росси, который возглавлял Конгрегацию евангелизации народов с 1970 года по 1984 год, кардинала Лукаса Морейры Невиса, который возглавлял Конгрегацию по делам епископов с 1998 года по 2000 год; и кардинала Клаудиу Хуммеса, который когда-то был архиепископом Сан-Паулу и возглавлял Конгрегацию по делам духовенства с 2006 года по 2010 год.

## Кардинал
6 января 2012 года было объявлено, что Папа римский Бенедикт XVI возведёт Жуана Брас ди Ависа в сан кардинала на консистории 18 февраля 2012 года.
18 февраля 2012 года, в соборе Святого Петра состоялась консистория, на которой Жуан Брас ди Авис был возведён в сан кардинал-дьякона с титулярная диакония Санта-Елена-фуори-Порта-Пренестина. На нового Князя Церкви была возложен кардинальская шапка и вручён кардинальский перстень.
Участник Конклава 2013 года.
4 марта 2022 года возведён в сан кардинала-священника с титулярной диаконией pro hac vice Санта-Елена-фуори-Порта-Пренестина

## Взгляды
В феврале 2011 года архиепископ Брас ди Авис сказал, что он готов был уйти из семинарии и Католической Церкви из-за идеологических эксцессов, которые возникли в первые годы теологии освобождения. Он сказал в интервью ватиканской газете L’Osservatore Romano, что «Лично я жил, испытывая большие страдания в годы рождения теологии освобождения», архиепископ также сказал, что он высоко оценивает то, что теология освобождения способствовала преимущественному выбору для бедных, что выражает «искреннюю и ответственную озабоченность Церкви распространённым явлением социальной маргинализации». Он сказал, что людям необходимо более глубоко изучать тайну Бога, чтобы укрепить свои отношения с другими людьми.
В июле 2011 года он упомянул о нарушении доверия между Ватиканом и многими религиозными орденами из-за «некоторых позиций, принятых ранее». Имеется в виду его предшественник, словенский кардинал Франц Роде, который неоднократно осуждал «кризис» в монашеской жизни после Второго Ватиканского собора (1962—1965), связанный, в частности с тем, что Роде рассматривал как чрезмерно либеральные течения в некоторых общинах. Не отрицая, что есть проблемы, Брас ди Авис сказал, что его главной целью является «восстановление доверия», подходя к вопросам по-новому — «без преимущественного осуждения», сказал он, «и, слушая проблемы людей».
6 января 2025 года кардинал Жуан Брас ди Авис покинул пост префекта, его преемником, в качестве префекта, была назначена монахиня сестра Симона Брамбилла.

## Конклав 2025 года
Участник Конклава 2025 года, где был избран папа Лев XIV.